# Giovanni Antonio Viscardi

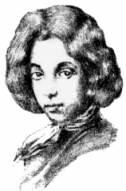
Giovanni Antonio Viscardi

Giovanni Antonio Viscardi (~ 27. Dezember 1645 in San Vittore bei Roveredo; † 9. September 1713 in München) war ein bedeutender Baumeister des süddeutschen Barock. Zu seinen Hauptwerken gehören die Klosterkirche Fürstenfeld in Fürstenfeldbruck, die Wallfahrtskirche Freystadt bei Neumarkt, der Bürgersaal in München, die Dreifaltigkeitskirche in München und das Palais Rivera in Erding.  Viscardi führte den Spätbarock in München ein und wirkte prägend auf die nachfolgende Generation von Architekten.

## Leben

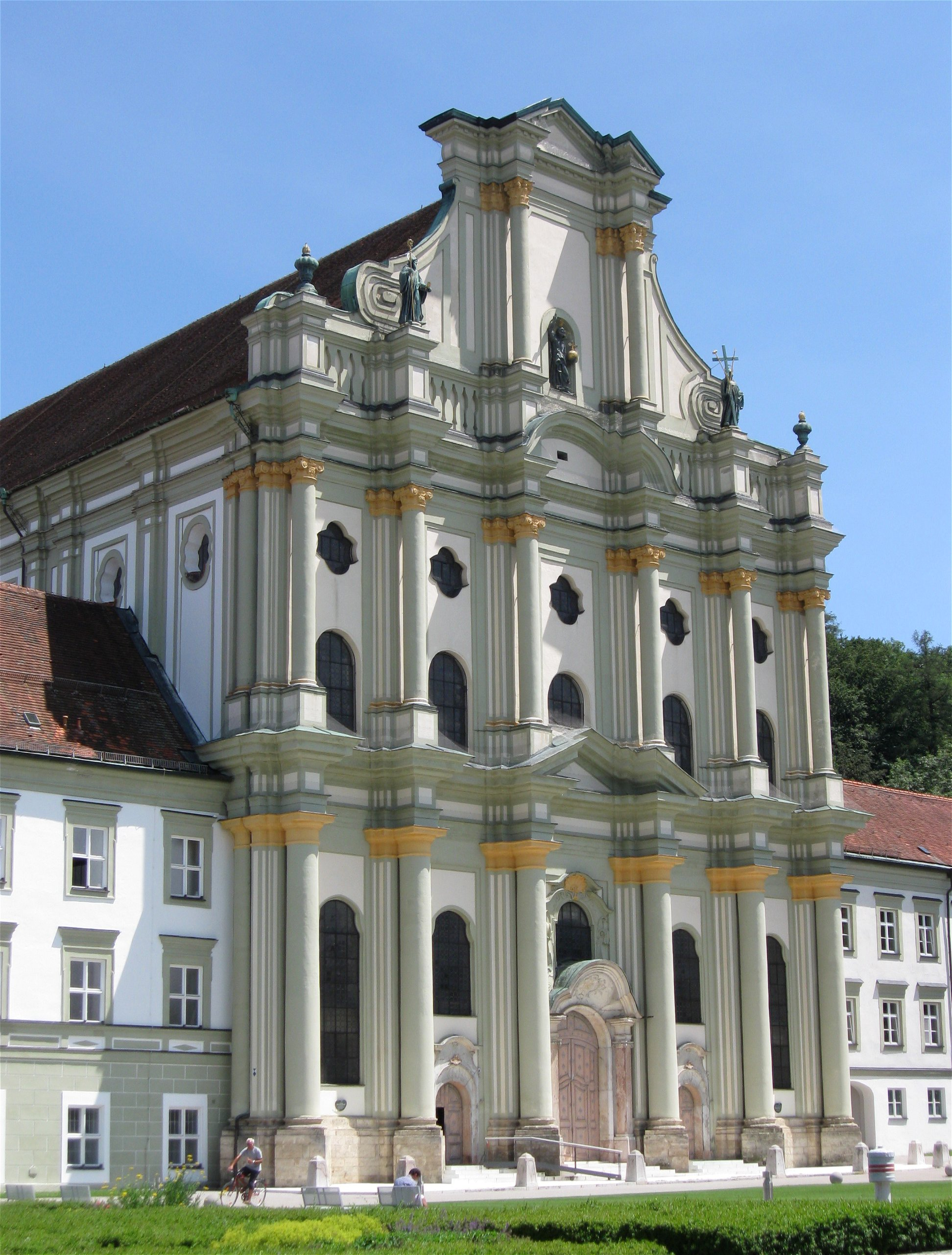
Klosterkirche Fürstenfeld, Fürstenfeldbruck

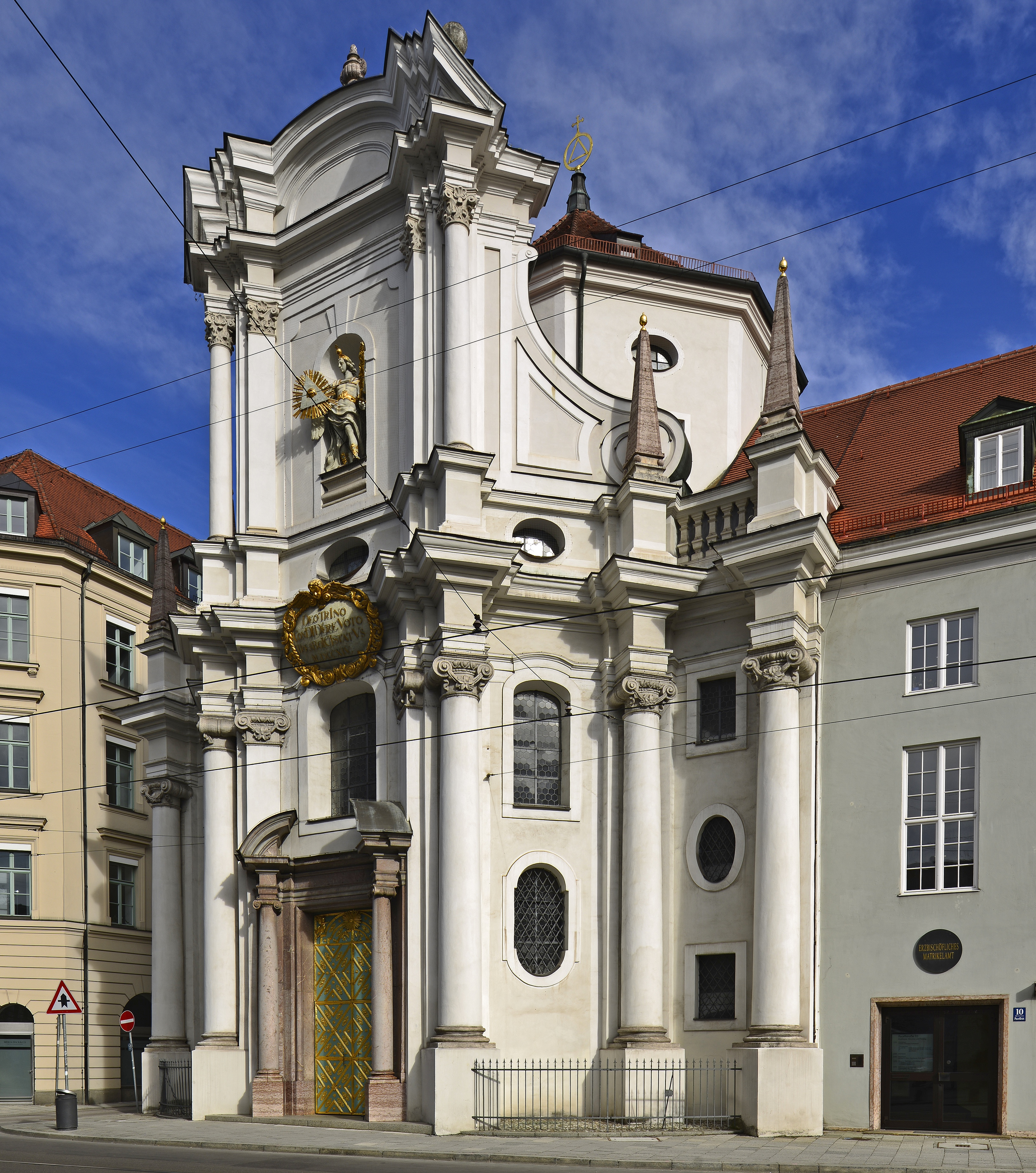
Dreifaltigkeitskirche, München

Giovanni Antonio war Sohn des italienisch-graubündnerischen Maurermeisters Bartolomeo und dessen Ehefrau Marta. Am 27. Dezember 1645 wurde Viscardi in San Vittore bei Roveredo im italienischsprachigen Teil Graubündens, nahe der Tessiner Grenze getauft. Viele seiner Vorfahren, wie sein Großvater Giovanni Antonio oder sein Urgroßvater Bartolomeo, arbeiteten nachweislich seit Mitte des 16. Jahrhunderts als Maurermeister, Stadtwerkmeister oder Baumeister nördlich der Alpen, von Bayern bis in die Steiermark, und gar bis Mainz. Seine Lehrzeit verbrachte er bei seinem Vater Bartolomeo, der im Dienst des Kurfürsten Maximilian I. von Bayern stand.
Giovanni Antonios Vater Bartolomeo Viscardi ist bereits seit 1630 in Bayern nachweisbar, als er für ein Gutachten an den Hof des Kurfürsten von Bayern, Maximilian I. gerufen wurde. Als er noch nicht ganz 30 Jahre alt war, half er als Parlier des kurfürstlichen bayerischen Hofbaumeisters Enrico Zuccalli beim Umbau der Altöttinger Wallfahrtskirche St. Magdalena. Ein Jahr später heiratete er in San Vittore Maria Magdalena Tognola aus San Vittore und nahm seine junge Frau mit nach München, wo er 1678 Nachfolger von Kaspar Zuccalli zum bayerischen Hofmaurermeister des Kurfürsten Ferdinand Maria wurde. Trotz anfänglich guter Beziehung zu seinem Vorgesetzten Enrico Zuccalli wurde er aber 1689 nach einem Streit mit dem Oberhofbaumeister entlassen. Seine Stelle erhielt Zuccallis Schwiegersohn Trubillio.
In der zweiten Phase seiner Laufbahn erscheint Viscardi weitgehend als freier Architekt und entfaltet eine rege und erfolgreiche Tätigkeit in München und Umgebung. Für die Zisterzienserabtei in Fürstenfeld entwirft er das Klostergebäude (Kloster Fürstenfeld). Auch für zahlreiche andere Ordensgemeinschaften, adlige und bürgerliche Auftraggeber arbeitet Viscardi zu dieser Zeit.
Den Münchner Salesianerinnen errichtet er den Neubau des Klosters, für die Benediktiner von Kloster Metten baut er die Wallfahrtskirche Loh um, erstellt in Landshut für die Jesuiten den Bau des Klosters, erneuert Saal und Kirche des Münchner Jesuitenkollegs St. Michael und erweitert die Klosteranlage der Benediktiner zu Benediktbeuern. Der Bruder des Kurfürsten, Herzog Maximilian Philipp, lässt durch ihn das kleine Schloss zu Türkheim errichten. Franz Graf von Haunsperg baut mit ihm Schloss Hofberg bei Landshut. Gräfin Maria Adelheid Theresia von Rivera-Preysing gibt ein Stadthaus in München in Auftrag. Der Geheime Rat von Joner ist der Bauherr des Schlösschens Neuhofen in München-Sendling. Diese Landhäuser und Sommerresidenzen werden für die weltliche Architektur des bayerischen Spätbarock stilbildend. Das Viscardi-Unternehmen beschäftigt zu dieser Zeit zahlreiche und namhafte Bauleiter, Parliere und nahezu 150 Gesellen.
Als Kirchenbaumeister erlangt Antonio Giovanni Viscardi den Höhepunkt seines Wirkens mit dem neuen Jahrhundert. Unter seiner Regie entstehen die Pfarrkirche St. Stephan in Steindorf bei Mering und die Prämonstratenser-Kirche Neustift bei Freising. Die Jesuitenkirche in Augsburg wird umgebaut, und für die neue Abteikirche von Kloster Fürstenfeld wird der Grundstein gelegt und der Bau des Chores begonnen. Dann allerdings wird der Bau mangels Geld alsbald eingestellt. Der Kurfürst ist dem Kloster Rückzahlungen schuldig geblieben.
Das Hauptwerk dieser Phase aber stellt die Wallfahrtskirche Mariahilf zu Freystadt in der Oberpfalz dar. Als Zentralbau und Kirche vom Typ eines überkuppelten griechischen Kreuzes, welche auch in der Innenausstattung ganz besonders die typische Auffassung Viscardis in Wand- und Säulengestaltung aufweist, zeigt diese Kirche seinen persönlichen Stil am deutlichsten.
Mit den gleichzeitig laufenden Schlossneubauten Nymphenburg und Schleißheim, die vom Kurfürsten Maximilian II. Emanuel rasant vorangetrieben wurden, tritt eine auch für das Hofbauamt offensichtliche Überlastung des Oberhofbaumeisters Zuccalli ein, der diese Bauten entworfen hatte. Viscardi wurde daher 1702 mit dem Weiterbau von Schloss Nymphenburg betraut. Nach der Entlassung Zuccallis während des Exils des bayerischen Kurfürsten wird Viscardi 1706 durch die Kaiserliche Administration in Bayern selbst zum Oberhofbaumeister am bayerischen Hof und im Jahr 1713 sogar noch zum kaiserlichen Hofober- und Landbaumeister ernannt. 1709/10 fertigte Viscardi die Pläne für den Bürgersaal in München, 1712 vollendete er das Palais Rivera in Erding und 1713 entstand die Schlosskapelle in Nymphenburg.
Als künstlerischer Höhepunkt steht am Ende seines Lebens der Bau der Münchner Dreifaltigkeitskirche in der heutigen Pacellistraße, deren Fassade von Viscardis Biograph Karl-Ludwig Lippert als „Kabinettstück persönlicher Gestaltung“ gewertet wird und als „eines der interessantesten und reizvollsten Stücke des Münchner Barocks“ gilt. Mit ihrer Fassade führte Viscardi den Spätbarock in München ein. Die Kirche wurde 1718 vollendet, fünf Jahre nach Viscardis Tod.
Giovanni Antonio Viscardi starb am 9. September 1713 in München. Sein Polier Johann Georg Ettenhofer vollendete noch einige der in Bau befindlichen Werke Viscardis. Mit dem Tod von Giovanni Antonio Viscardi geht in Kurbayern die lange Vorherrschaft der Baumeister aus dem Misox zu Ende. Einheimische Kräfte und, nach der Rückkehr von Kurfürst Max II. Emanuel aus dem Exil, französisch geschulte Architekten übernehmen nun die Führung. Viscardi wirkte dennoch lange nach, sein Einfluss ist noch bei Johann Michael Fischer und Johann Baptist Gunetzrhainer zu spüren, seine Wallfahrtskirche in Freystadt ist unverkennbares Vorbild für die Frauenkirche in Dresden.
An den berühmten Barockbaumeister erinnert in München die Viscardigasse hinter der Feldherrnhalle. Während des „Dritten Reiches“ erhielt sie von den Einheimischen die Bezeichnung Drückebergergasse, weil sie von Bürgern genutzt wurde, die sich vor der pflichtgemäßen Entrichtung des Hitlergrußes beim Passieren eines nationalsozialistischen Mahnmals „drücken“ wollten. In der Stadt Fürstenfeldbruck wurde 1973/74 ein neu gebautes Gymnasium in Betrieb genommen, das auf Vorschlag des Lehrerkollegiums am 26. Juli 1974 offiziell vom bayerischen Kultusministerium den Namen Viscardi-Gymnasium Fürstenfeldbruck erhielt.

## Werke (Auswahl)
- Schloss Oberköllnbach (ab 1695)
- Kirche von Kloster Neustift in Freising (um 1700)
- Kloster Schäftlarn (bis 1707)
- Wallfahrtskirche Maria Hilf in Freystadt ab 1700
- Pläne für die Klosterkirche Mariä Himmelfahrt in Fürstenfeldbruck (1701)
- Ausbau von Schloss Nymphenburg ab 1702
- Bürgersaal in München ab 1709
- Dreifaltigkeitskirche in München ab 1711
- Palais Rivera in Erding (1712)

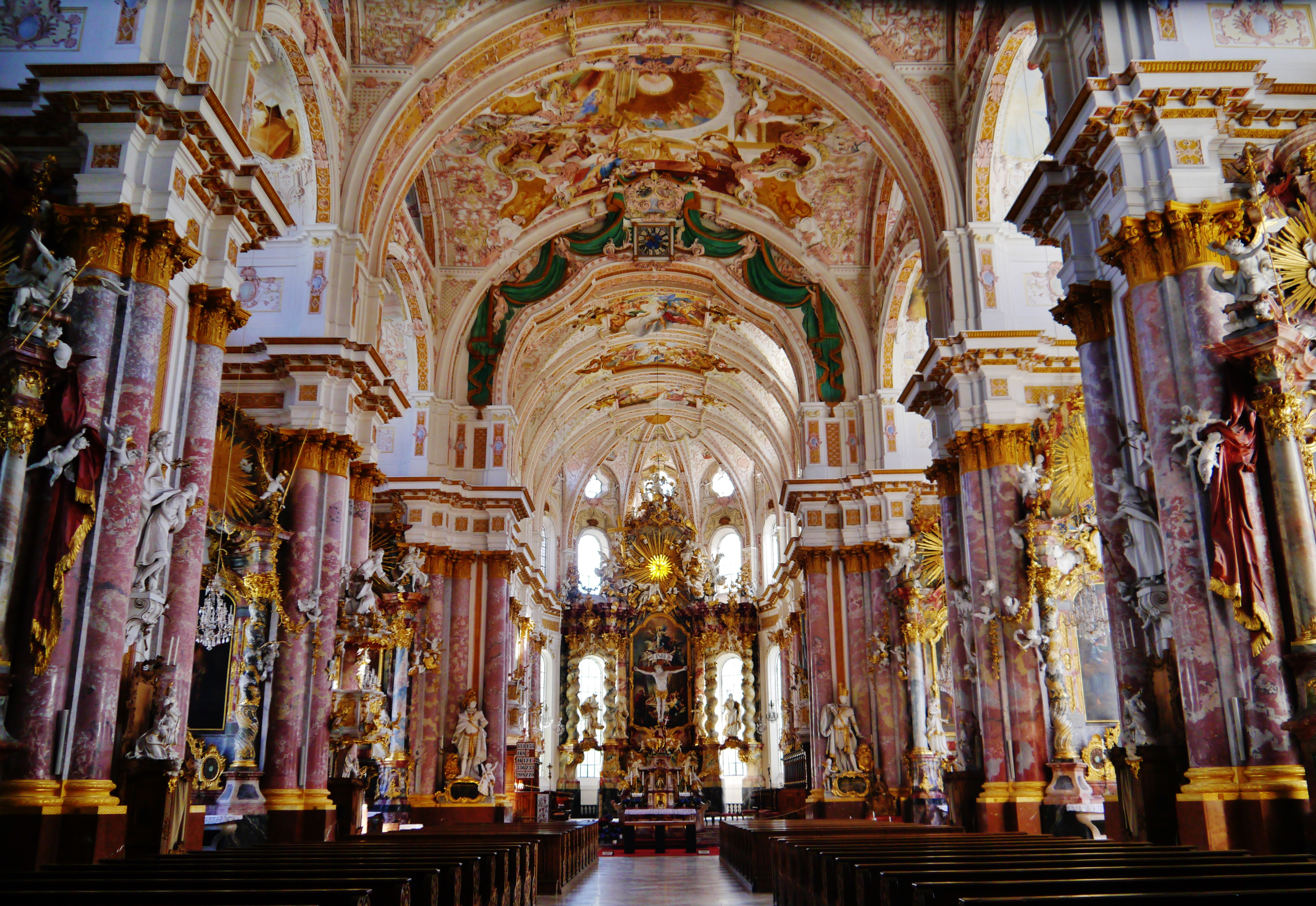
Klosterkirche Fürstenfeld, Fürstenfeldbruck
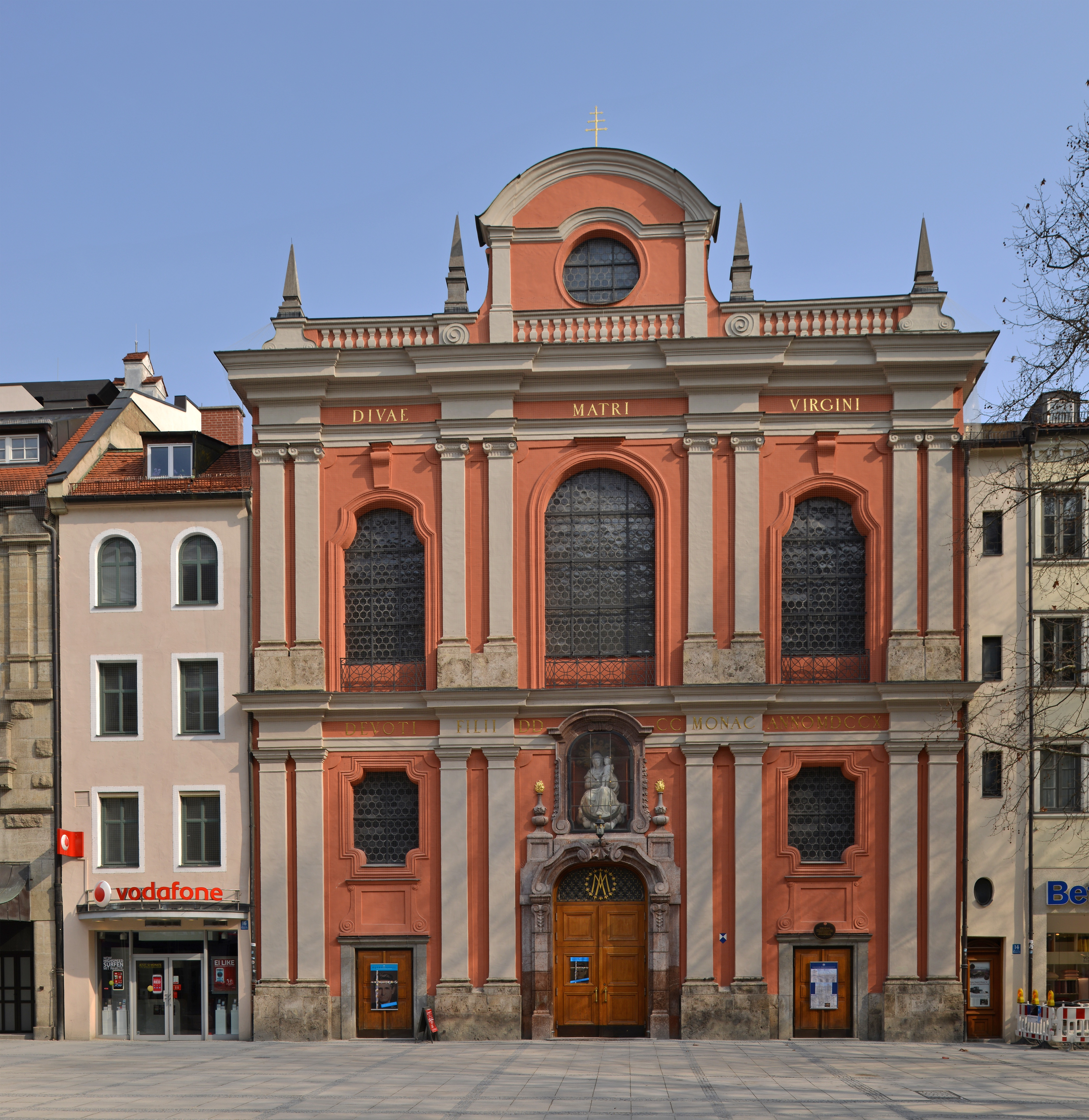
Bürgersaal, München
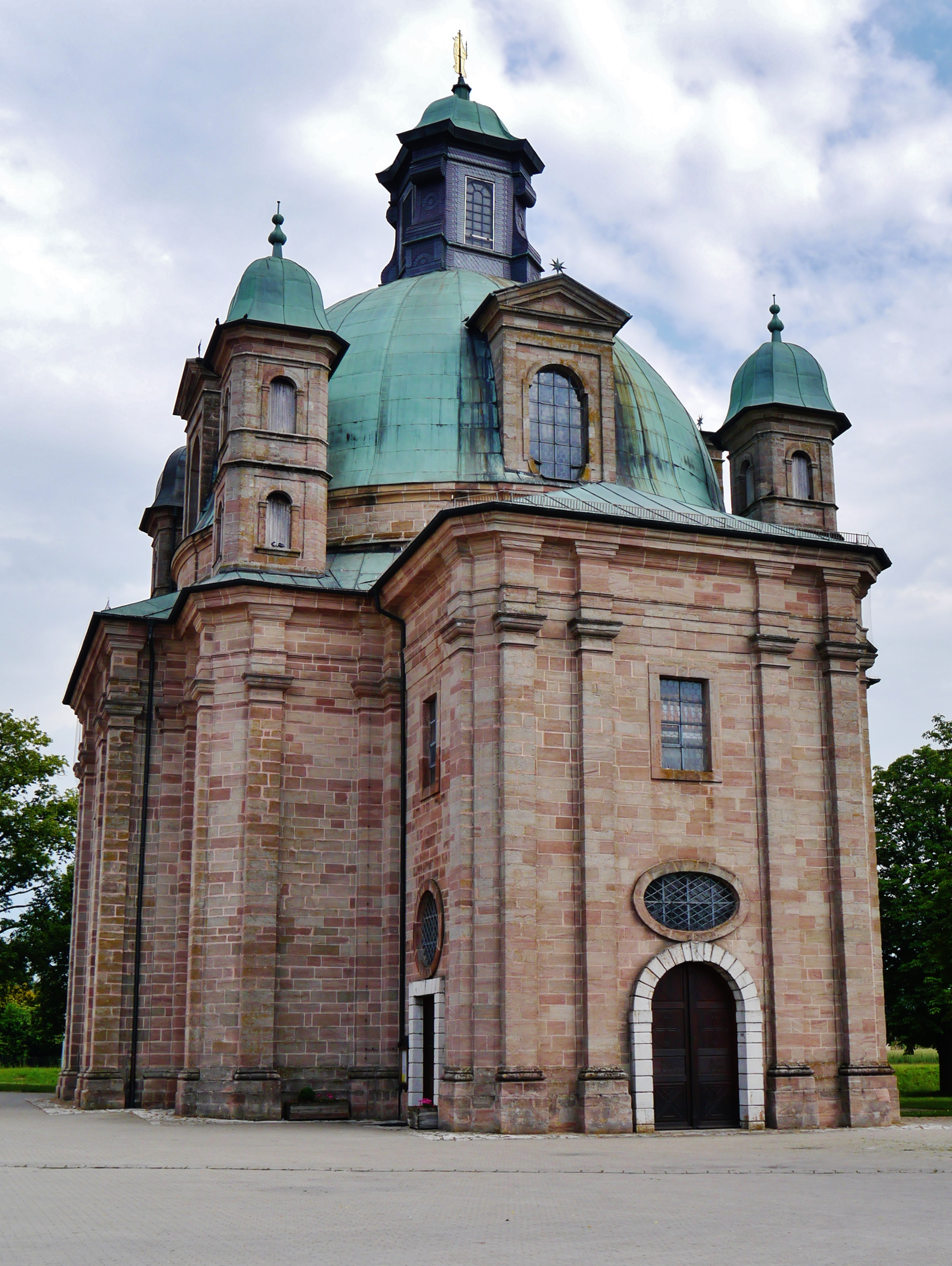
Wallfahrtskirche, Freystadt
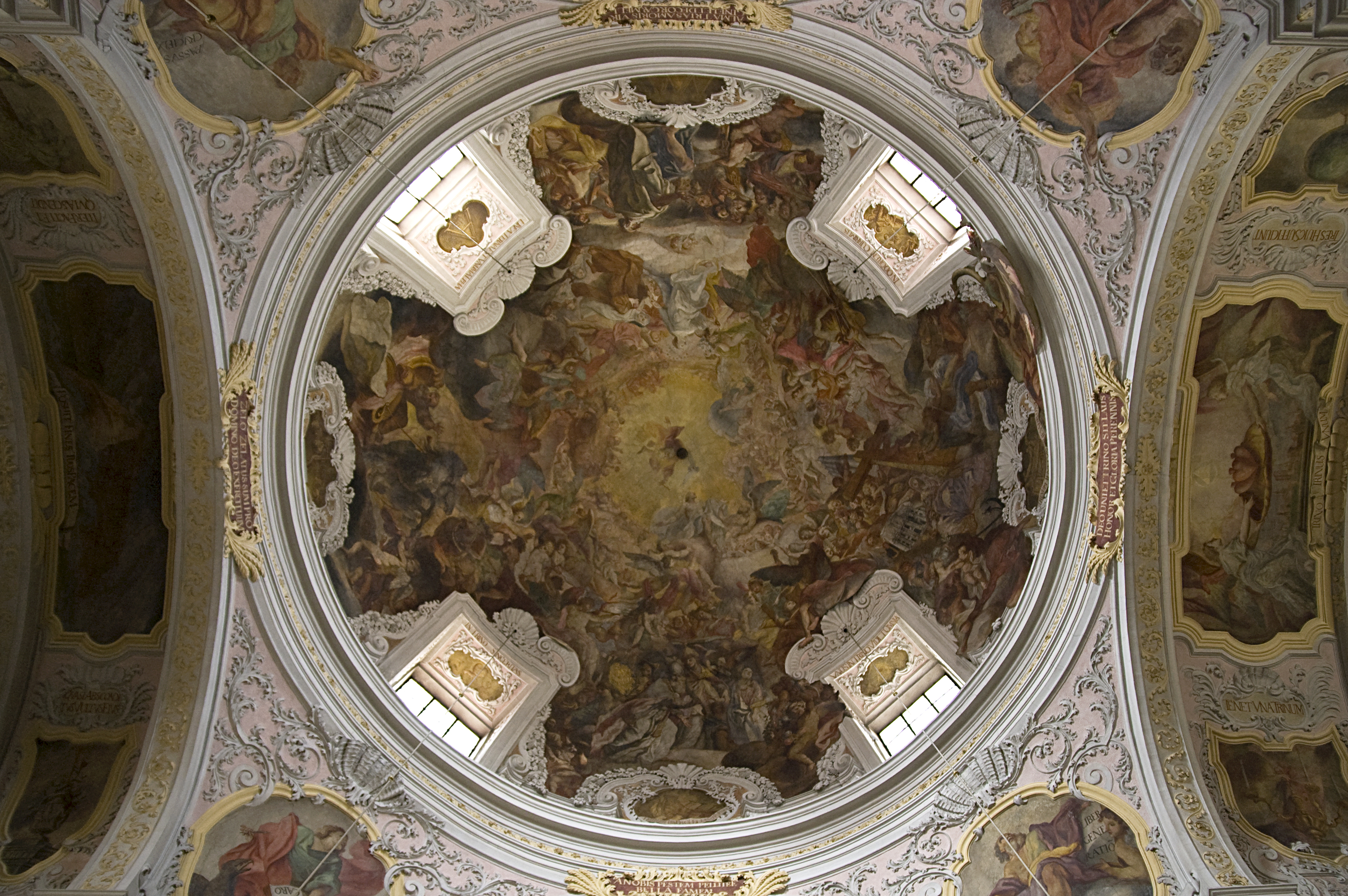
Dreifaltigkeitskirche, München
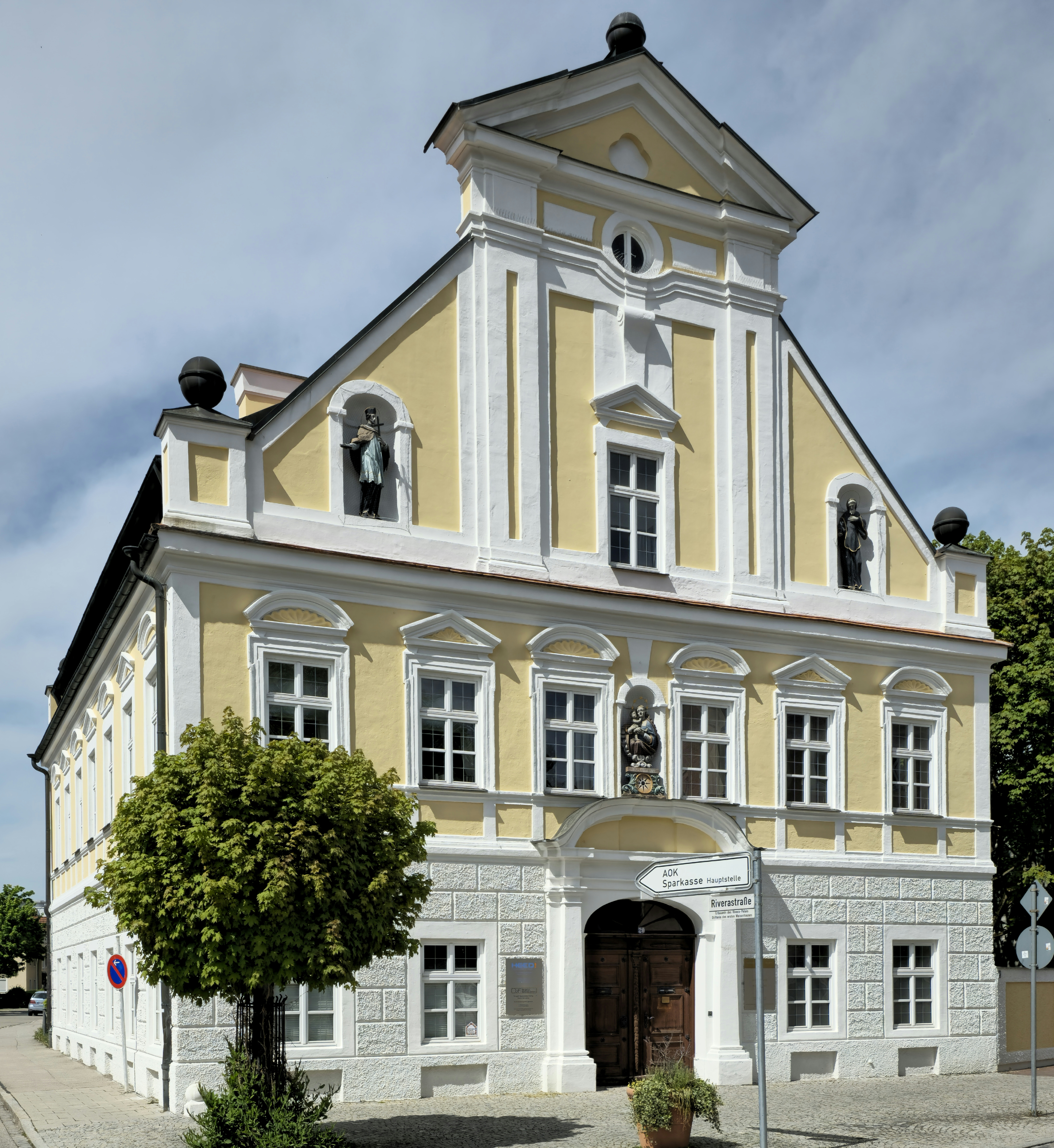
Palais Rivera, Erding